# Lilita Svarinska-Bergvalde
Lilita Svarinska-Bergvalde (7 juli 1950) is een voormalig Sovjet basketbalspeelster.

## Carrière
Svarinska speelde haar gehele basketbal carrière voor TTT Riga. Met TTT won ze zeven Sovjet-kampioenschappen in 1970, 1971, 1972, 1973, 1975, 1976 en 1979. Ook won ze zes Europese Cup-titels 1970, 1972, 1973, 1974, 1975 en 1976.

## Erelijst
- Landskampioen Sovjet-Unie: 7
  - Winnaar: 1970, 1971, 1972, 1973, 1975, 1976, 1979
  - Tweede: 1974, 1978
- EuroLeague Women: 6
  - Winnaar: 1970, 1972, 1973, 1974, 1975, 1976